# Оринџ (Охајо)
Оринџ (енгл. Orange) град је у америчкој савезној држави Охајо.

## Демографија
По попису из 2010. године број становника је 3.323, што је 87 (2,7%) становника више него 2000. године.
| Група             | 2000.         | 2010.         |
| Белци             | 2.629 (81,2%) | 2.535 (76,3%) |
| Афроамериканци    | 409 (12,6%)   | 480 (14,4%)   |
| Азијати           | 136 (4,2%)    | 190 (5,7%)    |
| Хиспаноамериканци | 23 (0,7%)     | 52 (1,6%)     |
| Укупно            | 3.236         | 3.323         |